# Grande Prêmio da França de 1984
Resultados do Grande Prêmio da França de Fórmula 1 realizado em Dijon-Prenois em 20 de maio de 1984. Quinta etapa do campeonato, foi vencido pelo austríaco Niki Lauda, da McLaren-TAG/Porsche, com Patrick Tambay em segundo pela Renault e Nigel Mansell em terceiro pela Lotus-Renault.

## Resumo
Estreia do Toleman TG184 com pneus Michelin.

## Classificação

### Treinos oficiais
| Pos.    | N.º | Piloto             | Construtor          | Q1       | Q2       | Grid             |
| ------- | --- | ------------------ | ------------------- | -------- | -------- | ---------------- |
| 1       | 15  | Patrick Tambay     | Renault             | 1:02.200 | 1:24.855 | —                |
| 2       | 11  | Elio de Angelis    | Lotus-Renault       | 1:02.336 | 1:20.859 | + 0.136          |
| 3       | 1   | Nelson Piquet      | Brabham-BMW         | 1:02.806 | 1:30.893 | + 0.606          |
| 4       | 6   | Keke Rosberg       | Williams-Honda      | 1:02.908 | 1:30.872 | + 0.708          |
| 5       | 7   | Alain Prost        | McLaren-TAG/Porsche | 1:02.982 | 1:25.397 | + 0.782          |
| 6       | 12  | Nigel Mansell      | Lotus-Renault       | 1:03.200 | 1:20.061 | + 1.000          |
| 7       | 16  | Derek Warwick      | Renault             | 1:03.540 | 1:23.363 | + 1.340          |
| 8       | 14  | Manfred Winkelhock | ATS-BMW             | 1:03.865 | 1:28.393 | + 1.665          |
| 9       | 8   | Niki Lauda         | McLaren-TAG/Porsche | 1:04.419 | 1:25.567 | + 2.219          |
| 10      | 27  | Michele Alboreto   | Ferrari             | 1:04.459 | 1:22.749 | + 2.259          |
| 11      | 28  | René Arnoux        | Ferrari             | 1:04.917 | 1:22.707 | + 2.517          |
| 12      | 5   | Jacques Laffite    | Williams-Honda      | 1:05.410 | 1:27.917 | + 3.210          |
| 13      | 19  | Ayrton Senna       | Toleman-Hart        | 1:05.744 | 1:28.225 | + 3.544          |
| 14      | 18  | Thierry Boutsen    | Arrows-BMW          | 1:05.972 | 1:25.252 | + 3.772          |
| 15      | 22  | Riccardo Patrese   | Alfa Romeo          | 1:06.172 | 1:28.124 | + 3.972          |
| 16      | 23  | Eddie Cheever      | Alfa Romeo          | 1:06.281 | 1:23.770 | + 4.081          |
| 17      | 2   | Teo Fabi           | Brabham-BMW         | 1:06.370 | s/ tempo | + 4.170          |
| 18      | 20  | Johnny Cecotto     | Toleman-Hart        | 1:08.109 | 1:31.359 | + 5.989          |
| 19      | 17  | Marc Surer         | Arrows-Ford         | 1:08.457 | 1:26.943 | + 6.257          |
| 20      | 4   | Stefan Bellof      | Tyrrell-Ford        | 1:08.608 | 1:29.539 | + 6.408          |
| 21      | 10  | Jonathan Palmer    | RAM-Hart            | 1:09.047 | s/ tempo | + 6.847          |
| 22      | 9   | Philippe Alliot    | RAM-Hart            | 1:09.447 | s/ tempo | + 7.247          |
| 23      | 3   | Martin Brundle     | Tyrrell-Ford        | 1:09.554 | 1:28.555 | + 7.354          |
| 24      | 21  | Mauro Baldi        | Spirit-Hart         | 1:09.629 | 1:31.021 | + 7.429          |
| 25      | 24  | Piercarlo Ghinzani | Osella-Alfa Romeo   | 1:11.625 | 1:32.541 | + 10.431         |
| 26      | 26  | Andrea de Cesaris  | Ligier-Renault      | 1:04.137 | 1:22.388 | + 20.188         |
| —       | 25  | François Hesnault* | Ligier-Renault      | 1:05.850 | 1:22.272 | [ 5 ] [ nota 1 ] |
| Fontes: |     |                    |                     |          |          |                  |

### Corrida
| Pos.    | Nº | Piloto             | Construtor          | Voltas                             | Tempo/Dif.                         | Grid                               | Pontos                             |
| ------- | -- | ------------------ | ------------------- | ---------------------------------- | ---------------------------------- | ---------------------------------- | ---------------------------------- |
| 1       | 8  | Niki Lauda         | McLaren-TAG/Porsche | 79                                 | 1:31'11.951                        | 9                                  | 9                                  |
| 2       | 15 | Patrick Tambay     | Renault             | 79                                 | + 7.154                            | 1                                  | 6                                  |
| 3       | 12 | Nigel Mansell      | Lotus-Renault       | 79                                 | + 23.969                           | 6                                  | 4                                  |
| 4       | 28 | René Arnoux        | Ferrari             | 79                                 | + 43.706                           | 11                                 | 3                                  |
| 5       | 11 | Elio de Angelis    | Lotus-Renault       | 79                                 | + 1:06.125                         | 2                                  | 2                                  |
| 6       | 6  | Keke Rosberg       | Williams-Honda      | 78                                 | + 1 volta                          | 4                                  | 1                                  |
| 7       | 7  | Alain Prost        | McLaren-TAG/Porsche | 78                                 | + 1 volta                          | 5                                  |                                    |
| 8       | 5  | Jacques Laffite    | Williams-Honda      | 78                                 | + 1 volta                          | 12                                 |                                    |
| 9       | 2  | Teo Fabi           | Brabham-BMW         | 78                                 | + 1 volta                          | 17                                 |                                    |
| 10      | 26 | Andrea de Cesaris  | Ligier-Renault      | 77                                 | + 2 voltas                         | 26                                 |                                    |
| 11      | 18 | Thierry Boutsen    | Arrows-BMW          | 77                                 | + 2 voltas                         | 14                                 |                                    |
| DSQ     | 3  | Martin Brundle     | Tyrrell-Ford        | 76                                 | Desclassificado                    | 23                                 | [ 6 ] [ nota 2 ]                   |
| 12      | 24 | Piercarlo Ghinzani | Osella-Alfa Romeo   | 74                                 | + 5 voltas                         | 25                                 |                                    |
| 13      | 10 | Jonathan Palmer    | RAM-Hart            | 72                                 | + 7 voltas                         | 21                                 |                                    |
| Ret     | 21 | Mauro Baldi        | Spirit-Hart         | 61                                 | Motor                              | 24                                 |                                    |
| Ret     | 16 | Derek Warwick      | Renault             | 53                                 | Acidente                           | 7                                  |                                    |
| Ret     | 17 | Marc Surer         | Arrows-Ford         | 51                                 | Acidente                           | 19                                 |                                    |
| Ret     | 23 | Eddie Cheever      | Alfa Romeo          | 51                                 | Motor                              | 16                                 |                                    |
| Ret     | 19 | Ayrton Senna       | Toleman-Hart        | 35                                 | Turbo                              | 13                                 |                                    |
| Ret     | 27 | Michele Alboreto   | Ferrari             | 33                                 | Motor                              | 10                                 |                                    |
| Ret     | 20 | Johnny Cecotto     | Toleman-Hart        | 22                                 | Turbo                              | 18                                 |                                    |
| Ret     | 22 | Riccardo Patrese   | Alfa Romeo          | 15                                 | Motor                              | 15                                 |                                    |
| Ret     | 1  | Nelson Piquet      | Brabham-BMW         | 11                                 | Turbo                              | 3                                  |                                    |
| DSQ     | 4  | Stefan Bellof      | Tyrrell-Ford        | 11                                 | Desclassificado                    | 20                                 | [ 6 ] [ nota 2 ]                   |
| Ret     | 14 | Manfred Winkelhock | ATS-BMW             | 5                                  | Embreagem                          | 8                                  |                                    |
| Ret     | 9  | Philippe Alliot    | RAM-Hart            | 4                                  | Pane elétrica                      | 22                                 |                                    |
| DNS     | 25 | François Hesnault  | Ligier-Renault      | Vaga cedida para Andrea de Cesaris | Vaga cedida para Andrea de Cesaris | Vaga cedida para Andrea de Cesaris | Vaga cedida para Andrea de Cesaris |
| Fontes: |    |                    |                     |                                    |                                    |                                    |                                    |

## Tabela do campeonato após a corrida
| Pos.    | Piloto          | Pontos |
| ------- | --------------- | ------ |
| 1       | Alain Prost     | 24     |
| 2       | Niki Lauda      | 18     |
| 3       | Derek Warwick   | 13     |
| 4       | René Arnoux     | 13     |
| 5       | Elio de Angelis | 12     |
| Fontes: |                 |        |

| Pos.    | Construtor          | Pontos |
| ------- | ------------------- | ------ |
| 1       | McLaren-TAG/Porsche | 42     |
| 2       | Ferrari             | 22     |
| 3       | Renault             | 21     |
| 4       | Lotus-Renault       | 16     |
| 5       | Williams-Honda      | 10     |
| Fontes: |                     |        |

- Nota: Somente as primeiras cinco posições estão listadas. Entre 1981 e 1990 cada piloto podia computar onze resultados válidos por temporada não havendo descartes no mundial de construtores.